# Hammarstedtska flickpensionen
Hammarstedtska pensionen, även kallad Hammarstedtska flickpensionen eller bara Hammarstedtska skolan, var en privat flickpension i Stockholm. Den var verksam under större delen av 1800-talet och räknades länge som Stockholms mest ansedda flickpension. Skolan bytte namn varje gång den fick en ny föreståndare, och har därför hetat Bjurströmska pensionen, Kockska pensionen, Posseska pensionen och, slutligen, Hammarstedtska pensionen efter sina föreståndare.

## Historia

### Bjurströmska pensionen
Bjurströmska pensionen eller Bjurströmska flickpensionen grundades av Augusta Bjurström, och uppkallades efter henne.
Skolan låg vid Regeringsgatan i Stockholm. Det sägs om den att den "på 1830-talet räknades till huvudstadens förnämsta läroanstalter för kvinnlig undervisning", uppfattades som den främsta flickpensionen i Stockholm och främst tog emot elever ur förmögna kretsar. Den var den huvudsakliga konkurrenten till Wallinska skolan, som grundades 1831.
Bjurströmska pensionen var en utpräglad flickpension. Olof Fryxell var en tid verksam som lärare vid pensionen, men avskedades efter en konflikt med elevernas föräldrar sedan han hade undervisat i mänsklig fysik och skridskoåkning, något som på den tiden ansågs olämpligt för flickor och möttes med protester.
Bland pensionens elever fanns Sophie Adlersparre, som studerade på skolan 1836–38, och Ebba Ramsay.

### Kockska pensionen
På 1840-talet övertogs Bjurströmska pensionen av Sophie Antoinette Kock från Tyskland, som var utbildad i Hamburg. Bjurströmska pensionen bytte då namn till Kockska pensionen efter henne. 
Kockska pensionen låg på Regeringsgatan i sedermera Tysta Maris hus.
Skolan var ansedd för sin höga nivå på språkundervisning. Språk betraktades under denna tid som det viktigaste kriteriet för en bildad kvinna, och Kock engagerade skickliga svenska språklärare. Lärare undervisade i sina egna språk: Kock själv i sitt modersmål tyska, Jules Henri Kramer i franska, och Alfred May i engelska. Skolan anställde under Kocks tid utbildade (det vill säga manliga) lärare: som undervisare i kristendom, historia och geografi nämns pastor Lodell och pastor Afzelius. Under Kocks tid förekom ingen handarbetsundervisning, något som annars ansågs självklart för en mamsellskola.
Kvaliteten på skolans undervisning ansågs vara hög, men få läxor förekom, och undervisningen var främst muntlig. Elevantalet var mellan 40 och 50, men alla elever satt i samma sal, samlade kring tre bord.

### Posseska pensionen
Kockska pensionen övertogs våren 1852 av Sophia Posse, och bytte då namn till Posseska pensionen.
Posse beskrivs som "en eldsjäl, som levde för religion och pedagogik". Posse hade blivit utbildad hos Cecilia Fryxell, och varit verksam som lärare vid både Fryxells skola och i den populära flickpensionen Frigellska skolan i Stockholm. Hon gjorde sedan en studieresa till Tyskland, enligt obekräftade uppgifter med statlig stipendium, där hon bland annat besökte Christiansfeld och studerade Amalia Siewekings verksamhet i Hamburg.
Posseska pensionen låg först vid Clara Bergsgränd nr 60. När elevantalet år 1853 hade stigit till 40, flyttade hon skolan till Brunkebergs hotell. 
Posse tog emot både hel- och halvpensionärer. Metoden för undervisningen var åskådning och praktiska övningar, och ämnena "elementarläroämnen", med tonvikt på språk och kristendom. Bland lärarna fanns lektor Kihlberg och Johannes Rohtlieb.
Sophie Posse avled år 1855.

### Hammarstedtska flickpensionen
Efter Sophie Posses död 1855 erbjöd hennes bror, Johan August Posse, Fredrique Hammarstedt att ta över den Posseska pensionen. Skolan bytte då namn till Hammarstedtska pensionen, även kallad Hammarstedtska flickpensionen eller bara Hammarstedtska skolan. 
Skolan låg i Brunkebergs hotell vid Brunkebergstorg. Den hade plats för omkring 100 elever, av vilka en del var helinackorderingar. Den hade högt anseende och uppfattades under 1860-talet som en av de mest exklusiva på modet i det dåtida Stockholm, och hade elever även från Finland. Undervisningen beskrevs som progressiv, och skolans tysklärare Johannes Rohtlieb hade stort anseende.
Under 1850-talet fanns 3 tvååriga klasser och en nollklass: på 1870-talet blev skolan åttaklassig, och blev därmed en så kallad högre flickskola snarare än en flickpension. 
Under 1850-talet ingick ämnena religion (Johannes Rohtlieb), svenska (lektor Kihlberg), tyska (Rothlieb, prost Harnisch, doktor A. U. Bodstedt), franska (Kihlberg, "mamsell Moberg"), engelska (Alfred May, Amy Sophia May, "miss Smith"), geografi (Kihlberg, Gustaf Hammarstedt), svensk historia (Kihlberg, lektor Falk, lektor Wallander), allmän historia (Kihlberg), naturlära ("mamsell Moberg", Anton Stuxberg, doktor Tenow, Hjalmar Théel), räkning (Kihlberg, Falk), skönskrivning (Fredrique Hammarstedt), ritning (Johan Cardon, Carl Oskar och Oskar Daniel Cardon), sång (Gustaf Mankell), och gymnastik (mamsell Grönlund, mamsell Edlund).
Hammarstedt beskrivs som en moderlig pedagog som kunde skapa en hemlik atmosfär i sin skola och förmådde göra undervisningen levande. Under den tid då frikyrkorna etablerades i Stockholm höll hon hårt på statskyrkan och prioriterade kristendomsundervisningen. Hon upprätthöll en strikt hygien, det vill säga gymnastik, vilket då var en innovation. Hon bedrev även en viss välgörenhetsbespisning i skolans lokaler, som samtidigt var hennes bostad. 
Hammarstedt avvecklade skolan 1881 när hon inte längre kunde klara av hyran för dess lokal.
Bland dess elever fanns Agda Montelius, Gurli Linder och Anna Billing.